# Chaux (Côte-d'Or)
Pour les articles homonymes, voir Chaux.
Chaux est une commune française située dans le département de la Côte-d'Or en région Bourgogne-Franche-Comté.

## Géographie

### Climat
Pour des articles plus généraux, voir Climat de la Bourgogne-Franche-Comté et Climat de la Côte-d'Or.
En 2010, le climat de la commune est de type climat des marges montargnardes, selon une étude du Centre national de la recherche scientifique s'appuyant sur une série de données couvrant la période 1971-2000. En 2020, Météo-France publie une typologie des climats de la France métropolitaine dans laquelle la commune est exposée à un climat océanique altéré et est dans la région climatique  Bourgogne, vallée de la Saône, caractérisée par un bon ensoleillement (1 900 h/an), un été chaud (18,5 °C), un air sec au printemps et en été et des vents faibles. 
Pour la période 1971-2000, la température annuelle moyenne est de 10,2 °C, avec une amplitude thermique annuelle de 17,7 °C. Le cumul annuel moyen de précipitations est de 859 mm, avec 11,7 jours de précipitations en janvier et 7,4 jours en juillet. Pour la période 1991-2020, la température moyenne annuelle observée sur la station météorologique de Météo-France la plus proche, « Savigny Les Bea », sur la commune de Savigny-lès-Beaune à 10 km à vol d'oiseau, est de 11,9 °C et le cumul annuel moyen de précipitations est de 752,9 mm,. Pour l'avenir, les paramètres climatiques de la commune estimés pour 2050 selon différents scénarios d'émission de gaz à effet de serre sont consultables sur un site dédié publié par Météo-France en novembre 2022.

## Urbanisme

### Typologie
Au 1er janvier 2024, Chaux est catégorisée commune rurale à habitat dispersé, selon la nouvelle grille communale de densité à 7 niveaux définie par l'Insee en 2022.
Elle est située hors unité urbaine. Par ailleurs la commune fait partie de l'aire d'attraction de Dijon, dont elle est une commune de la couronne,. Cette aire, qui regroupe 333 communes, est catégorisée dans les aires de 200 000 à moins de 700 000 habitants,.

### Occupation des sols
L'occupation des sols de la commune, telle qu'elle ressort de la base de données européenne d’occupation biophysique des sols Corine Land Cover (CLC), est marquée par l'importance des territoires agricoles (54,6 % en 2018), en diminution par rapport à 1990 (57,2 %). La répartition détaillée en 2018 est la suivante : 
terres arables (49,5 %), forêts (33,5 %), zones urbanisées (6,9 %), cultures permanentes (5,1 %), mines, décharges et chantiers (5 %). L'évolution de l’occupation des sols de la commune et de ses infrastructures peut être observée sur les différentes représentations cartographiques du territoire : la carte de Cassini (XVIIIe siècle), la carte d'état-major (1820-1866) et les cartes ou photos aériennes de l'IGN pour la période actuelle (1950 à aujourd'hui).

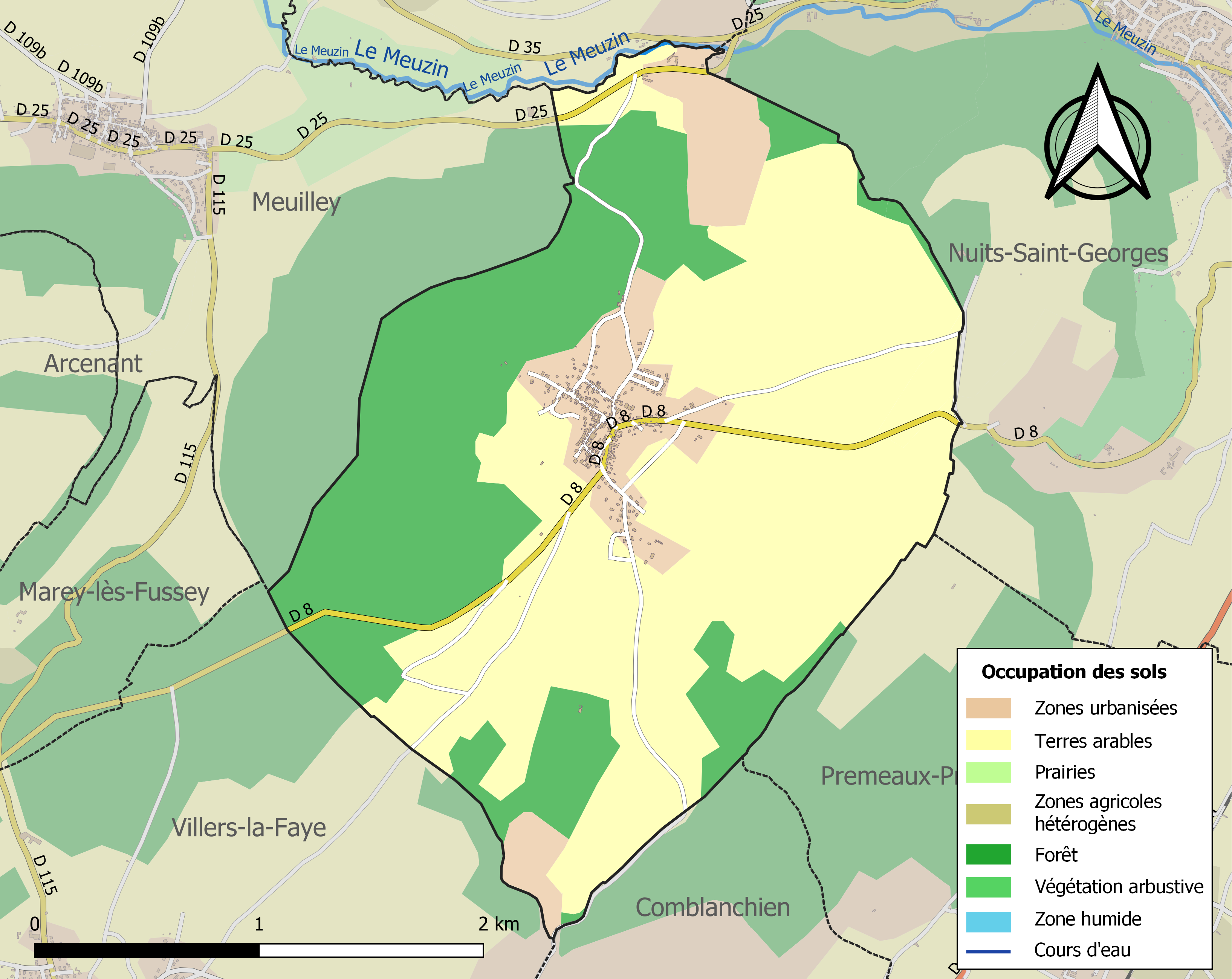
Carte des infrastructures et de l'occupation des sols de la commune en 2018 (CLC).

## Toponymie
Provient d'un terme d'origine ibérique anté-romaine calmis ou calma « plateau désert ou pâturage élevé », d'après une étude de MM. Berthoud et Matruchot.

## Histoire
Le nom de « Chaux » apparaît pour la première fois en l'an 1120, dans le Cartulaire de Citeaux, sous sa forme ancienne « Chaus ».
Ce n'est qu'à la fin du Moyen Âge que Chaus devient Chaux, forme qui se généralise dans la plupart des écrits dès 1492.
Tous les textes certifient l'existence de Chaux à la fin du XIIe siècle, mais des vestiges d'habitat gallo-romains et mérovingiens attestent d'une installation bien plus ancienne de la population.
Le village et les bois alentour ont servi de refuge aux francs-tireurs du colonel Bourras lors de la guerre de 1870.

## Politique et administration
| Période                                  | Période  | Identité            | Étiquette | Qualité |
| ---------------------------------------- | -------- | ------------------- | --------- | ------- |
| mars 2001                                | 2018     | Jean-Claude Bellini | PS        |         |
| septembre 2018                           | En cours | Philippe Balizet    |           |         |
| Les données manquantes sont à compléter. |          |                     |           |         |

## Démographie
L'évolution du nombre d'habitants est connue à travers les recensements de la population effectués dans la commune depuis 1793. Pour les communes de moins de 10 000 habitants, une enquête de recensement portant sur toute la population est réalisée tous les cinq ans, les populations de référence des années intermédiaires étant quant à elles estimées par interpolation ou extrapolation. Pour la commune, le premier recensement exhaustif entrant dans le cadre du nouveau dispositif a été réalisé en 2005.

En 2022, la commune comptait 484 habitants, en évolution de −0,82 % par rapport à 2016 (Côte-d'Or : +0,82 %, France hors Mayotte : +2,11 %).
| 1793 | 1800 | 1806 | 1821 | 1831 | 1836 | 1841 | 1846 | 1851 |
| ---- | ---- | ---- | ---- | ---- | ---- | ---- | ---- | ---- |
| 277  | 284  | 284  | 290  | 295  | 299  | 312  | 304  | 345  |

| 1856 | 1861 | 1866 | 1872 | 1876 | 1881 | 1886 | 1891 | 1896 |
| ---- | ---- | ---- | ---- | ---- | ---- | ---- | ---- | ---- |
| 355  | 360  | 376  | 371  | 393  | 409  | 428  | 350  | 372  |

| 1901 | 1906 | 1911 | 1921 | 1926 | 1931 | 1936 | 1946 | 1954 |
| ---- | ---- | ---- | ---- | ---- | ---- | ---- | ---- | ---- |
| 358  | 386  | 325  | 265  | 291  | 325  | 251  | 260  | 256  |

| 1962 | 1968 | 1975 | 1982 | 1990 | 1999 | 2005 | 2006 | 2010 |
| ---- | ---- | ---- | ---- | ---- | ---- | ---- | ---- | ---- |
| 280  | 247  | 230  | 276  | 347  | 348  | 379  | 388  | 448  |

| 2015 | 2020 | 2022 | - | - | - | - | - | - |
| ---- | ---- | ---- | - | - | - | - | - | - |
| 482  | 482  | 484  | - | - | - | - | - | - |

Evolution de la population de l'an 1377 à l'an 1460 (d'après l'étude des "Cerches des Feux" du Duché de Bourgogne) puis de 1598 à 1690 extraits des documents conservés aux Archives de Bourgogne, Dijon.
| En l'an 1377 | 12 feux serfs payables et 2 impayables                       | soit environ 70 personnes  |  |
| En l'an 1379 | 10 feux                                                      | soit environ 50 personnes  |  |
| En l'an 1391 | 12 feux dont 1 franc et 11 serfs                             | soit environ 60 personnes  |  |
| En l'an 1393 | 6 feux serfs                                                 | soit environ 30 personnes  |  |
| En l'an 1400 | 4 feux serfs payables et 4 misérables                        | soit environ 40 personnes  |  |
| En l'an 1423 | 6 feux serfs et 6 insolvables                                | soit environ 60 personnes  |  |
| En l'an 1431 | 6 feux serfs et 3 feux mendiants                             | soit environ 45 personnes  |  |
| En l'an 1433 | 4 feux serfs payables, 2 feux impayables et 2 feux mendiants | soit environ 40 personnes  |  |
| En l'an 1442 | 1 feu payable, 5 feux misérables, 5 feux mendiants           | soit environ 55 personnes  |  |
| En l'an 1450 | 14 feux abonnés                                              | soit environ 70 personnes  |  |
| En l'an 1460 | 17 feux                                                      | soit environ 85 personnes  |  |
| En l'an 1598 | 24 ou 25 feux                                                | soit environ 120 personnes |  |
| En l'an 1624 | 25 feux                                                      | soit environ 125 personnes |  |
| En l'an 1634 | 21 habitans (chefs de famille)                               | soit environ 105 personnes |  |
| En l'an 1644 | 18 habitans                                                  | soit environ 90 personnes  |  |
| En l'an 1658 | 22 habitans                                                  | soit environ 110 personnes |  |
| En l'an 1690 | 14 habitans                                                  | soit environ 70 personnes  |  |

## Culture locale et patrimoine

### Lieux et monuments
- Monument commémorant des combats avec les Prussiens sur les hauteurs qui dominent Nuits-Saint-Georges.

### Personnalités liées à la commune
- Jean-Paul Bonnaire, comédien, est né à Chaux (Côte d'Or) le 2 octobre 1943 et décédé à Paris le 28 mars 2013. Il est inhumé dans le cimetière de Chaux.

### Héraldique
| Blason | Blasonnement : Parti d'azur et d'argent à la vire de trois pièces brochant de l'un en l'autre. |